# Eva Cignacco

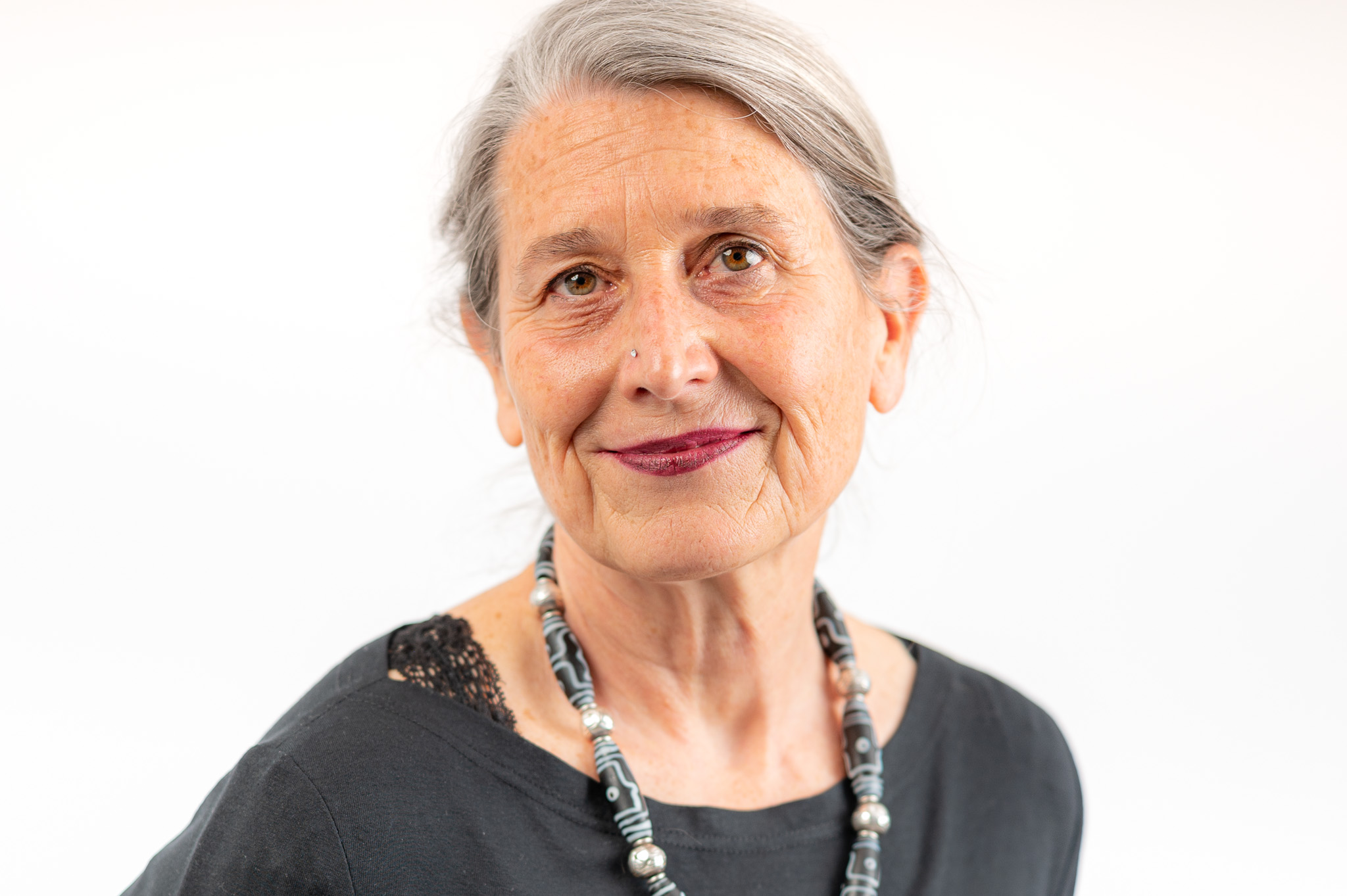
Eva Cignacco Müller (2021)

Eva Lucia Cignacco Müller (* 1961 in Basel, heimatberechtigt in Binningen und Oberägeri) ist eine Schweizer Pflegewissenschaftlerin. Sie ist Co-Leiterin des Fachbereichs Geburtshilfe und Leiterin des Master-Studienlehrgangs für Hebammen der Berner Fachhochschule. Sie war die erste Hebamme in der Schweiz, die im Jahr 2007 ihr Studium mit einem Doktorat abschloss und die erste Pflegewissenschaftlerin, die an einer Medizinischen Fakultät einer Schweizer Universität habilitierte. Eva Cignacco forscht und lehrt im Bereich der Schmerzkontrolle bei Neugeborenen. Im Vordergrund ihres Wirkens steht die Validierung des Berner Schmerzscore für Neugeborene.

## Leben und Wirken
Eva Cignacco war von 1986 bis 1989 als diplomierte Sozialarbeiterin im Kanton Bern tätig. 1990 verbrachte sie drei Monate als Gesundheitsberaterin an der Women’s Care Clinic in San Diego (Vereinigte Staaten). Ab 1993 war sie als Hebamme und Pflegeexpertin Geburtshilfe in der Frauenklinik Bern tätig. Ihr Diplom der Pflegeexpertin schloss sie 1998 mit einer Arbeit zur Frage des ethischen Dilemmas von Hebammen bei selektiven Schwangerschaftsabbrüchen bei fetaler Fehlbildung ab.
Da in den 1990er Jahren in der Schweiz kein Studienlehrgang für Hebammen angeboten wurde, entschied sich Eva Cignacco für ein Studium an der Universität Maastricht in den Niederlanden, wo sie 2001 einen Master in Pflegewissenschaft (Nursing Science) erwarb. Sie widmete sich in diesem Zusammenhang erstmals der Frage, wie ein akuter schmerzhafter Zustand bei Frühgeborenen gemessen und in der Folge verhindert oder gelindert werden kann. 2007 doktorierte sie in Pflegewissenschaft (Nursing Science) an der Universität Maastricht, wobei sie in ihrer Dissertation die Perspektive von Hebammen und Pflegefachleuten zu Schmerzen bei Neugeborenen untersuchte. Sie konnte aufzeigen, dass Frühgeborene im Rahmen diagnostischer und therapeutischer Massnahmen besonders stark akuten und wiederholten Schmerzen ausgesetzt sind, und diese ungenügend behandelt werden. Weiter untersuchte sie, welche nicht-medikamentösen schmerzlindernden Massnahmen bei Neugeborenen wirksam sind.
Eva Cignacco habilitierte 2013 an der Medizinischen Fakultät der Universität Basel in Pflegewissenschaft. Ihre Habilitation ist der Schmerzkontrolle bei Frühgeborenen gewidmet. Während ihrer beruflichen Tätigkeit am Institut für Pflegewissenschaft der Universität Basel war sie für den Aufbau des Forschungsschwerpunkts „Schmerzmanagement bei Neugeborenen“ verantwortlich und für den ersten internationalen Kongress im deutschsprachigen Raum zu diesem Thema zuständig, der im Januar 2008 in Bern stattfand.
Seit 2014 ist Eva Cignacco Leiterin angewandte Forschung & Entwicklung / Dienstleitung Disziplin Geburtshilfe an der Berner Fachhochschule Gesundheit. Sie hat im Rahmen ihrer Forschungstätigkeit bislang rund 70 wissenschaftlichen Publikationen verfasst sowie zwei Lehrbücher herausgegeben.

## Privates
Eva Cignacco war über 30 Jahre mit ihrem Lebenspartner, Romano Müller, Psychologe und Sprachwissenschaftler liiert. Im Jahr 2010 erlitt ihr Lebenspartner eine schwere Hirnblutung, aufgrund derer er seine Sprachfähigkeit komplett verlor. Er verstarb unerwartet im Jahr 2017. Eva Cignacco lebt weiterhin im gemeinsamen Haus in Bern. Ihre Geschichte über das Zusammenleben ohne Sprache wurde in einer Reportage von Esther Göbel publiziert.

## Berner Schmerzscore für Neugeborene
Zusammen mit Pflegefachfrauen der Neonatologie Bern hat Eva Cignacco 1996 den Berner Schmerzscore für Neugeborene entwickelt, einen Beobachtungsbogen zur praktischen Schmerzerkennung. Er stellt seither eines der meist verwendeten Schmerzerfassungsinstrumente für Neugeborene im deutschsprachigen Raum dar. Es wurden neun Beobachtungskriterien aufgelistet, u. a. Schlaf, Weinen, Mimik, Körperausdruck, Atmung, Herzfrequenz und Sauerstoffgehalt. Die Schmerzbeobachtungen werden nach einem Punktesystem ausgewertet, um den von Neugeborenen zu ertragenden Schmerz abzuschätzen. Diese Schmerztabelle wird auf Intensivpflegeabteilungen vieler Schweizer Spitäler verwendet.
In einer vom Schweizerischen Nationalfonds finanzierten Studie in den Neonatologien der Universitätsspitäler Bern, Basel und Zürich wurde der Berner Schmerzscore für Neugeborene zwischen 2015 und 2019 überprüft und aufgrund der Ergebnisse aktualisiert (zweiter revidierter Berner Schmerzscore). In der Studie zur Weiterentwicklung des Scores wurden vor allem Frühgeborene untersucht. Diese erleiden direkt nach der Geburt 7 bis 14 schmerzhafte Prozeduren pro Tag, darunter Blutentnahme oder Anwendung eines Venenkatheters. Auch Termingeborene erleiden drei bis vier Fersenstiche für Impfungen und Blutentnahmen zur Blutzuckerbestimmung oder um die Stoffwechselfunktion zu überprüfen. Der Schmerzscore wurde von neun auf vier Faktoren reduziert und diese überprüft: Mimik, Weinen, Körperausdruck sowie Herzrate. Die Reduktion vereinfacht die Anwendung des Schmerzscores.
Das Hauptergebnis der neuen Studie war, dass die schmerzhafte Reaktion von mehr als nur vom schmerzhaften Stimulus (z. B. Fersenstich für Blutentnahme) abhängig ist. Vielmehr spielen individuelle Kontextfaktoren wie das Gestationsalter, der Verhaltenszustand, die Anzahl der vorausgegangenen schmerzhaften Prozeduren sowie die Beatmungsform eine wesentliche Rolle, ob es dem Kind gelingt, den Schmerz auszudrücken. Die Ergebnisse dieser Nationalfondstudie wurden in mehreren internationalen wissenschaftlichen Zeitschriften publiziert.

## Publikationen (Auswahl)
- K. Schenk, L. Stoffel, R. Bürgin, B. Stevens, D. Bassler, S. Schulzke, M. Nelle, E. Cignacco: Acute pain measured with the modified Bernese Pain Scale for Neonates is influenced by individual contextual factors. In: European Journal of Pain. Band 24, Nr. 6, Jul 2020, S. 1107–1118. doi:10.1002/ejp.1555, Epub 2020 Apr 6. PMID 32170786
- K. Schenk, L. Stoffel, R. Bürgin, B. Stevens, D. Bassler, S. Schulzke, M. Nelle, E. Cignacco: The influence of gestational age in the psychometric testing of the Bernese Pain Scale for Neonates. In: BMC Pediatr. Band 19, Nr. 1, 15. Jan 2019, S. 20. doi:10.1186/s12887-018-1380-8
- E. Cignacco, K. Schenk, B. Stevens, L. Stoffel, D. Bassler, S. Schulzke, M. Nelle: Individual contextual factors in the validation of the Bernese pain scale for neonates: protocol for a prospective observational study. In: BMC Pediatr. Band 17, Nr. 1, 19. Jul 2017, S. 171. doi:10.1186/s12887-017-0914-9, PMID 28724434
- E. Cignacco, F. Zu Sayn-Wittgenstein, C. Sénac, A. Hurni, D. Wyssmüller, J. A. Grand-Guillaume-Perrenoud, A. Berger: Sexual and reproductive healthcare for women asylum seekers in Switzerland: a multi-method evaluation. In: BMC Health Serv Res. Band 18, Nr. 1, 14. Sep 2018, S. 712. doi:10.1186/s12913-018-3502-2
- S. Oelhafen, E. Cignacco: Moral distress and moral competences in midwifery: A latent variable approach. In: J Health Psychol. Band 25, Nr. 13-14, 3. Sep 2018, S. 2340–2351. doi:10.1177/1359105318794842
- E. Cignacco (Hrsg.): Margret Sparshott: Früh- und Neugeborene pflegen. Stress- und schmerzreduzierende entwicklungsfördernde Pflege. Verlag Hans Huber, Bern 2009, ISBN 978-3-456-84750-4.